# Damernas 3 000 meter i hastighetsåkning på skridskor vid olympiska vinterspelen 2002
Damernas 3 000 meter i skridskor vid de olympiska vinterspelen 2002 avgjordes den 10 februari.

## Rekord
Före tävlingen gällde följande världsrekord och olympiska rekord:
| Världsrekord     | Gunda Niemann-Stirnemann (GER) | 3:59,26 | Calgary, Kanada | 2 mars 2001      |
| Olympiskt rekord | Gunda Niemann-Stirnemann (GER) | 4:07,29 | Nagano, Japan   | 11 februari 1998 |

Följande nya världsrekord och olympiska rekord blev satt under tävlingen:
| Datum       | Par      | Idrottare         | Nation    | Tid     | OR | VR |
| ----------- | -------- | ----------------- | --------- | ------- | -- | -- |
| 10 februari | 6:e par  | Emese Hunyady     | Österrike | 4:06,55 | OR |    |
| 10 februari | 10:e par | Kristina Groves   | Kanada    | 4:06,44 | OR |    |
| 10 februari | 13:e par | Anni Friesinger   | Tyskland  | 3:59,39 | OR |    |
| 10 februari | 15:e par | Claudia Pechstein | Tyskland  | 3:57,70 | OR | VR |

## Medaljörer
| Gren        | Guld                       | Guld         | Silver                          | Silver  | Brons                | Brons   |
| 3 000 meter | Claudia Pechstein Tyskland | 3.57,70 (VR) | Renate Groenewold Nederländerna | 3.58,94 | Cindy Klassen Kanada | 3.58,97 |

## Resultat
| Placering | Par | Namn                  | Land          | Tid     | Tid bakom | Noteringar |
| --------- | --- | --------------------- | ------------- | ------- | --------- | ---------- |
| 1         | 15  | Claudia Pechstein     | Tyskland      | 3:57,70 | -         | (VR)       |
| 2         | 16  | Renate Groenewold     | Nederländerna | 3:58,94 | +1,24     |            |
| 3         | 15  | Cindy Klassen         | Kanada        | 3:58,97 | +1,27     |            |
| 4         | 13  | Anni Friesinger       | Tyskland      | 3:59,39 | +1,69     |            |
| 5         | 14  | Tonny de Jong         | Nederländerna | 4:00,49 | +2,79     |            |
| 6         | 14  | Maki Tabata           | Japan         | 4:03,63 | +5,93     |            |
| 7         | 13  | Jennifer Rodriguez    | USA           | 4:04,99 | +7,29     |            |
| 8         | 10  | Kristina Groves       | Kanada        | 4:06,44 | +8,74     |            |
| 9         | 6   | Emese Hunyady         | Österrike     | 4:06,55 | +8,85     |            |
| 10        | 7   | Clara Hughes          | Kanada        | 4:06,57 | +8,87     |            |
| 11        | 10  | Gretha Smit           | Nederländerna | 4:07,41 | +9,71     |            |
| 12        | 7   | Daniela Anschütz      | Tyskland      | 4:07,55 | +9,85     |            |
| 13        | 8   | Catherine Raney       | USA           | 4:07,59 | +9,89     |            |
| 14        | 9   | Varvara Barysjeva     | Ryssland      | 4:08,02 | +10,32    |            |
| 15        | 16  | Tatjana Trapeznikova  | Ryssland      | 4:08,49 | +10,79    |            |
| 16        | 5   | Ljudmila Prokasjeva   | Kazakstan     | 4:09,74 | +12,04    |            |
| 17        | 12  | Valentina Jaksjina    | Ryssland      | 4:11,48 | +13,78    |            |
| 18        | 11  | Nami Nemoto           | Japan         | 4:11,92 | +14,22    |            |
| 19        | 12  | Eriko Seo             | Japan         | 4:12,33 | +14,63    |            |
| 20        | 9   | Gao Yang              | Kina          | 4:12,39 | +14,69    |            |
| 21        | 13  | Annie Driscoll        | USA           | 4:15,61 | +17,91    |            |
| 22        | 13  | Nicola Mayr           | Italien       | 4:15,79 | +18,09    |            |
| 23        | 13  | Zhang Xiaolei         | Kina          | 4:16,53 | +18,83    |            |
| 24        | 13  | Andrea Jakab          | Rumänien      | 4:17,03 | +19,33    |            |
| 25        | 13  | Bak Eun-Bi            | Sydkorea      | 4:18,15 | +20,45    |            |
| 26        | 13  | Katarzyna Wójcicka    | Polen         | 4:19,10 | +21,40    |            |
| 27        | 13  | Marina Pupina         | Kazakstan     | 4:20,04 | +22,34    |            |
| 28        | 13  | Anzhelika Gavrilova   | Kazakstan     | 4:20,36 | +22,66    |            |
| 29        | 13  | Daniela Oltean        | Rumänien      | 4:21,73 | +24,03    |            |
| 30        | 13  | Ilonda Luse           | Lettland      | 4:23,13 | +25,43    |            |
| 31        | 13  | Olena Mjahkych        | Ukraina       | 4:24,64 | +26,94    |            |
| 32        | 13  | Svetlana Tjepelnikova | Belarus       | 4:24,96 | +27,26    |            |